# Pintura a l'oli

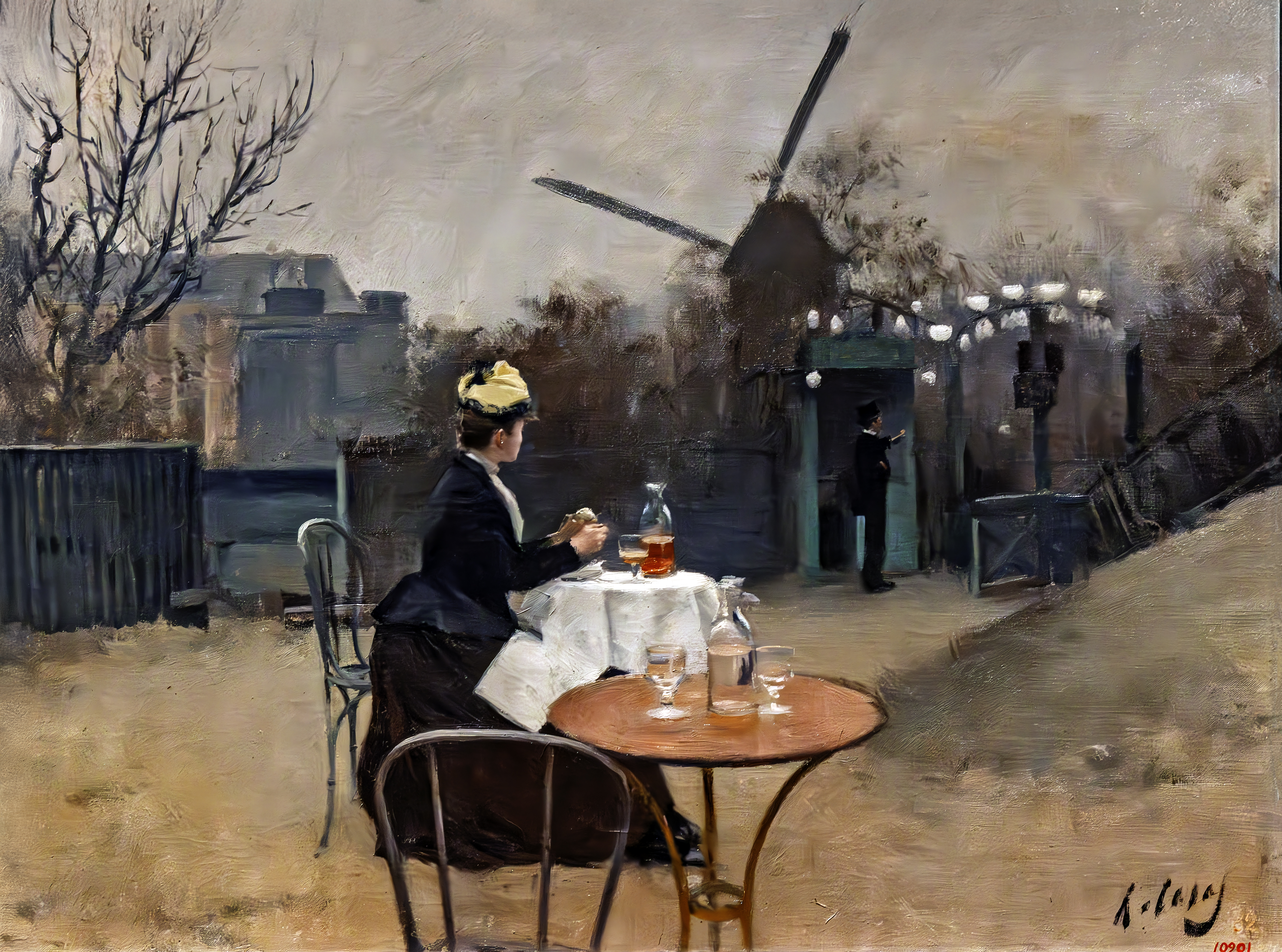
Plein air de Ramon Casas, pintura a l'oli sobre tela

La pintura a l'oli és una tècnica pictòrica on el suport és fusta o tela (lli o cànem) tensada en un bastidor a la qual s'apliquen amb pinzell pigments molts dissolts en olis secantirs, com la llinosa, que fan d'aglutinant. La fusta i la tela s'han de preparar prèviament. És el procediment més utilitzat des del segle xv fins a l'actualitat.
El suport de lli o cànem en un bastidor de fusta va començar a ser usat a Venècia a les darreries del segle xv. L'ús del suport de tela va assolir el seu màxim apogeu a l'època de l'impressionisme (al segle xix), als quals els resultava pràctic un suport lleuger i fàcil de transportar per a pintar paisatges exteriors a l'aire lliure i poder captar la llum del moment en viu.

## Etimologia
La paraula "oli" ve del llatí olĕu, que significa oli. Així és com anomenaven a l'oli extret de l'oliva.
En art es coneix com a oli als olis (llinosa, nou, cascall i trementina, fonamentalment) que s'utilitzaven per a combinar amb altres substàncies i obtenir així un producte idoni per a la pintura i com extensió, es van anar anomenant olis a la mateixa pintura.

## Preparació del suport

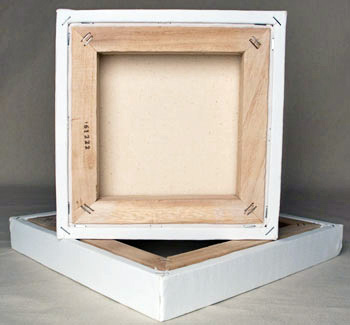
Suport de tela en un bastidor

A Nàpols, el pintor Antonello da Messina va començar a utilitzar pintures a l'oli per a retrats i pintures religioses cap al 1450, abans que altres pintors italians, i va portar aquesta tècnica al nord i va influir en els pintors de la república de Venècia. El suport es prepara, abans de ser pintat, de maneres diferents segons si és de fusta o és de tela. En aquest segon cas, a més, existeixen bàsicament dos procediments diferents, l'usat antigament, més senzill, i el que es va començar a fer a partir de finals del segle xv, molt més comú però també molt més llarg a fer i complex. S'obté a així en principi un fons blanc i llis, tot i que alguns artistes poden afegir petits tocs de marró, vermell o altres tons superposats per a aconseguir transparències de tons més neutres. En això darrer en Rubens fou un mestre.
El suport de fusta cal que sigui primer cobert amb una capa de guix. Posteriorment aquesta es raspa i s'hi afegeixen quatre o cinc capes de cola, per a reduir la porositat de la fusta, més una d'emprimatura, és a dir una emprimació de colors secants.
La tela, antigament, es preparava mullant-la i, encara humida, aplicant-hi una capa de cola (feta amb midó i sucre) abans de deixar-la assecar tot el dia. L'endemà s'hi afegien dues capes de mescla de guix i cola, primer en horitzontal i després en vertical; es deixava assecar i es raspava.
Actualment la tela es prepara primer amb una capa de cola normal, seguida de diverses capes de cola però aquest cop molt dissoltes, i de manera que cada capa de cola dissolta es deixa assecar i es raspa abans d'afegir la següent. Finalment s'afegeix una capa de blanc de plom (carbonat de plom (II)) dissolt amb oli i essències i es deixa assecar durant diversos mesos.

## Engroguiment
Les pintures a l'oli de lli tendeixen a engroguir o enfosquir-se amb el pas del temps a causa de l'envelliment de l'oli de lli. Altres factors que l'afavoreixen són, per exemple, la brutícia i la nicotina del fum del tabac.